# ناحیه تندو محمدخان
ناحیه تندو محمدخان (به انگلیسی: Tando Muhammad Khan District) یکی از ناحیه‌های پاکستان در پاکستان است که در ایالت سند واقع شده‌است. ناحیه تندو محمدخان ۱٬۷۳۳٫۹۹ کیلومتر مربع مساحت و ۶۷۷٬۲۲۸ نفر جمعیت دارد.